# مدیریت دارایی چین
مدیریت دارایی چین (انگلیسی: China Asset Management) شرکت خدمات مالی چینی است، که در سال ۱۹۹۸ تأسیس شد.